# Opsiphanes lucullus
Opsiphanes lucullus är en fjärilsart som beskrevs av Hans Fruhstorfer 1907. Opsiphanes lucullus ingår i släktet Opsiphanes och familjen praktfjärilar. Inga underarter finns listade i Catalogue of Life.